# Wladislawa Sergejewna Urasowa
Wladislawa Sergejewna Urasowa (russisch Владислава Сергеевна Уразова; * 14. August 2004 in Rostow am Don) ist eine russische Kunstturnerin.

## Leben und Karriere

### Juniorin
Urasowa begann mit vier Jahren mit dem Turnen. Sie stammt aus Rostow am Don und vertritt den Föderationskreis Südrussland.
Bei den russischen Turnmeisterschaften im April 2017 belegte sie in ihrer Altersklasse am Boden und im Einzelmehrkampf den vierten Platz und gewann Gold im Sprung. Im Dezember 2017 nahm sie am Michail Woronin Cup teil, wo sie Silber im Einzelmehrkampf, sowie Gold im Sprung und am Boden gewann.
Im April 2018 nahm Urasowa am Turnwettbewerb in Jesolo teil, wo sie die Silbermedaille im Mannschaftsmehrkampf und Gold im Einzelmehrkampf gewann. Außerdem gewann sie Gold am Schwebebalken und am Boden, sowie Bronze im Sprung. Im Juli nahm sie an den russischen Turnmeisterschaften teil, wo sie in ihrer Altersklasse Silber im Mehrkampf gewann. Im gleichen Jahr nahm sie als Juniorin an den Turn-Europameisterschaften im Rahmen der European Championships 2018 in Glasgow teil. Im Finale gewann sie Silber im Mannschaftsmehrkampf, im Einzelmehrkampf belegte sie nach zwei Stürzen am Stufenbarren den 20. Platz. Im Dezember nahm Urasowa erneut am Woronin Cup teil, wo sie Gold im Einzelmehrkampf, Sprung und am Boden, sowie Silber am Stufenbarren und dem Schwebebalken gewann.
Im darauffolgenden Jahr nahm Urasowa erneut am Turnwettbewerb in Jesolo teil, wo sie im Mannschaftsmehrkampf Gold und im Einzelmehrkampf Silber gewann. In den Gerätefinalen belegte Urasowa den ersten Platz am Stufenbarren, den zweiten Platz am Boden und den vierten Platz im Sprung. Im Mai nahm sie an den russischen Junioren-Meisterschaften teil, wo sie Gold im Einzelmehrkampf, im Sprung und am Stufenbarren, sowie Silber am Boden gewann. Ende Juni 2019 nahm Urasowa bei den ersten Juniorenturnweltmeisterschaften in Győr teil. Mit der Mannschaft gewann sie Gold im Mehrkampf, einzeln belegte sie zudem den zweiten Platz im Einzelmehrkampf und gewann Gold am Stufenbarren, sowie Bronze im Sprung.
Im August 2019 nahm Urasowa am Russischen Turn-Cup teil, wo sie, obwohl noch Juniorin, bei den Seniorinnen antrat. Nach zwei Wettkampftagen gewann sie den Mehrkampf vor Angelina Melnikowa. Bei den Einzelwettbewerben gewann sie Gold am Boden, Silber am Stufenbarren, sowie Bronze am Schwebebalken. Ende November nahm Urasowa am Top Gym Wettbewerb in Charleroi teil, wo sie Gold im Mannschaftsmehrkampf, Einzelmehrkampf, sowie im Sprung, am Stufenbarren und am Boden gewann.

Wladislawa Urasowa bei der Junioren-Weltmeisterschaft 2019
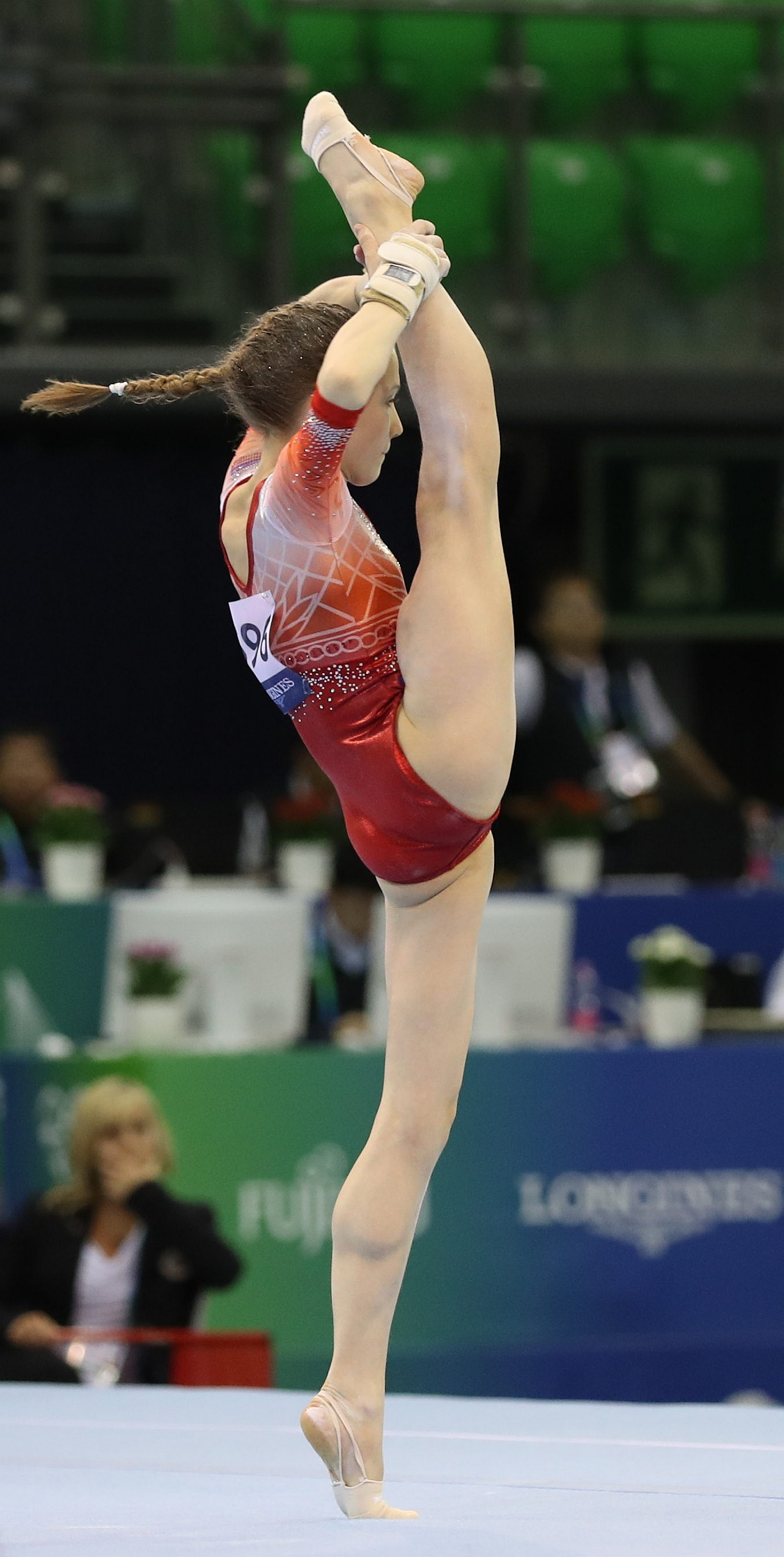
Am Boden im Mehrkampf,
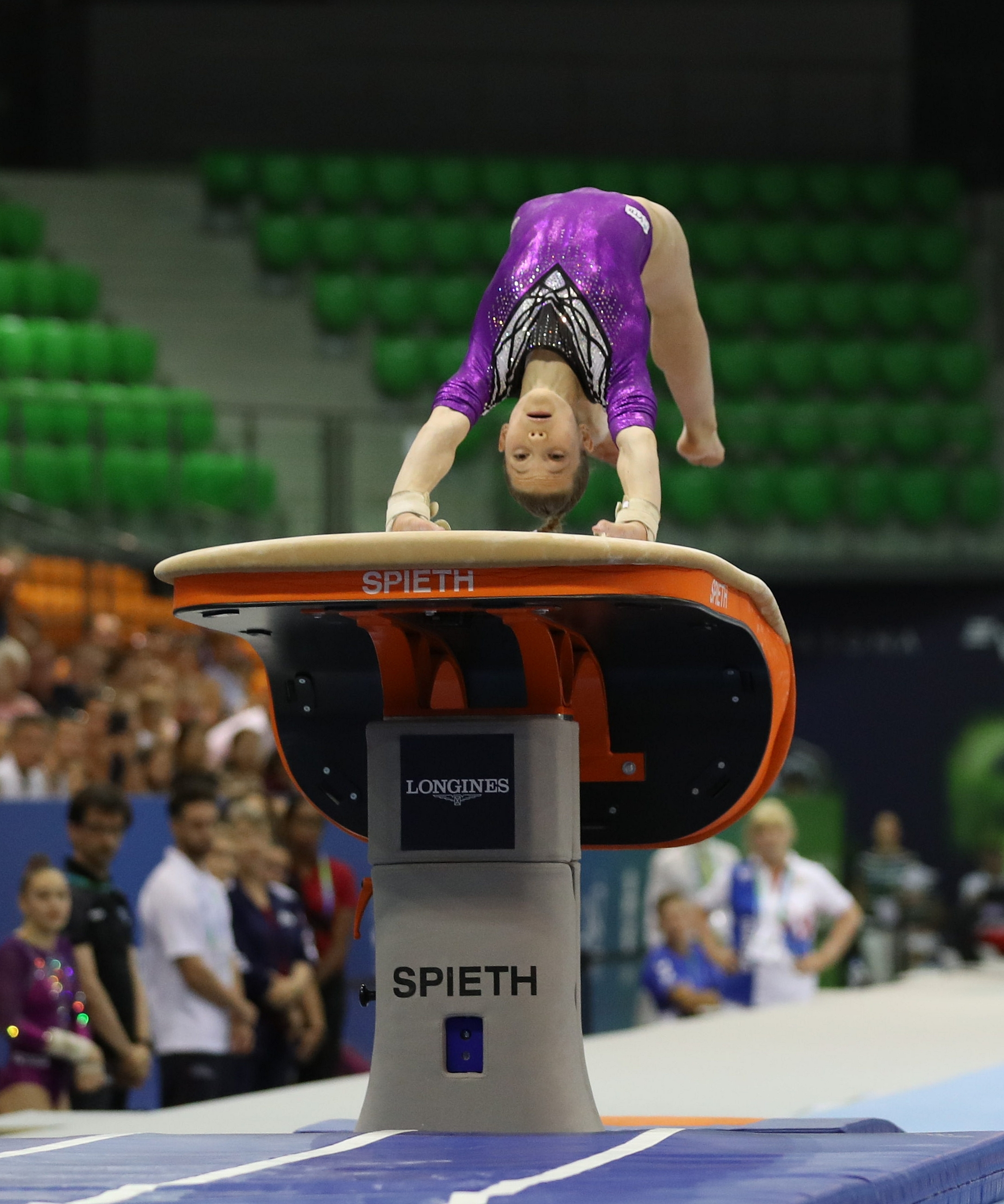
im Sprung-Gerätefinale,
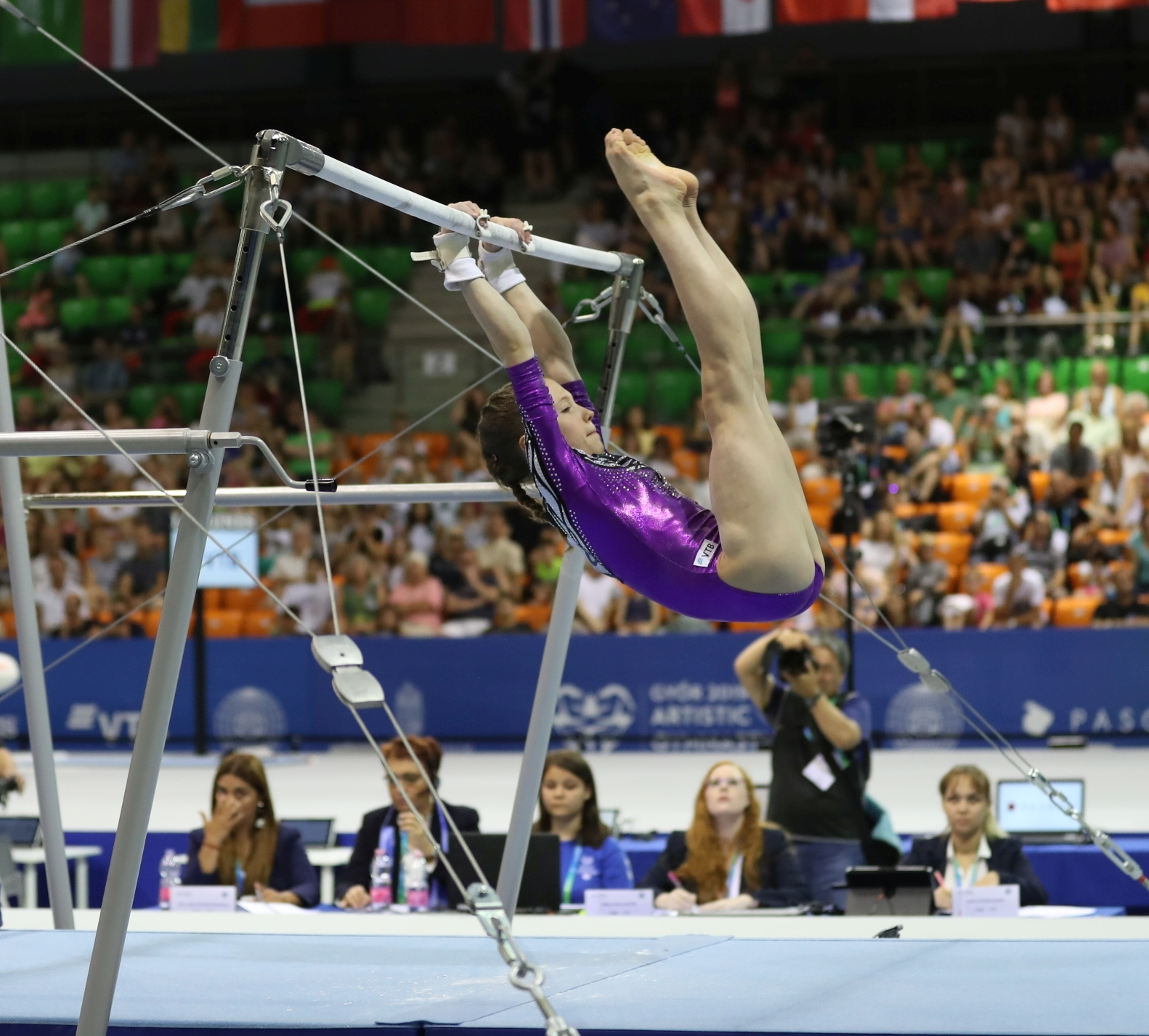
im Stufenbarren-Gerätefinale, sowie
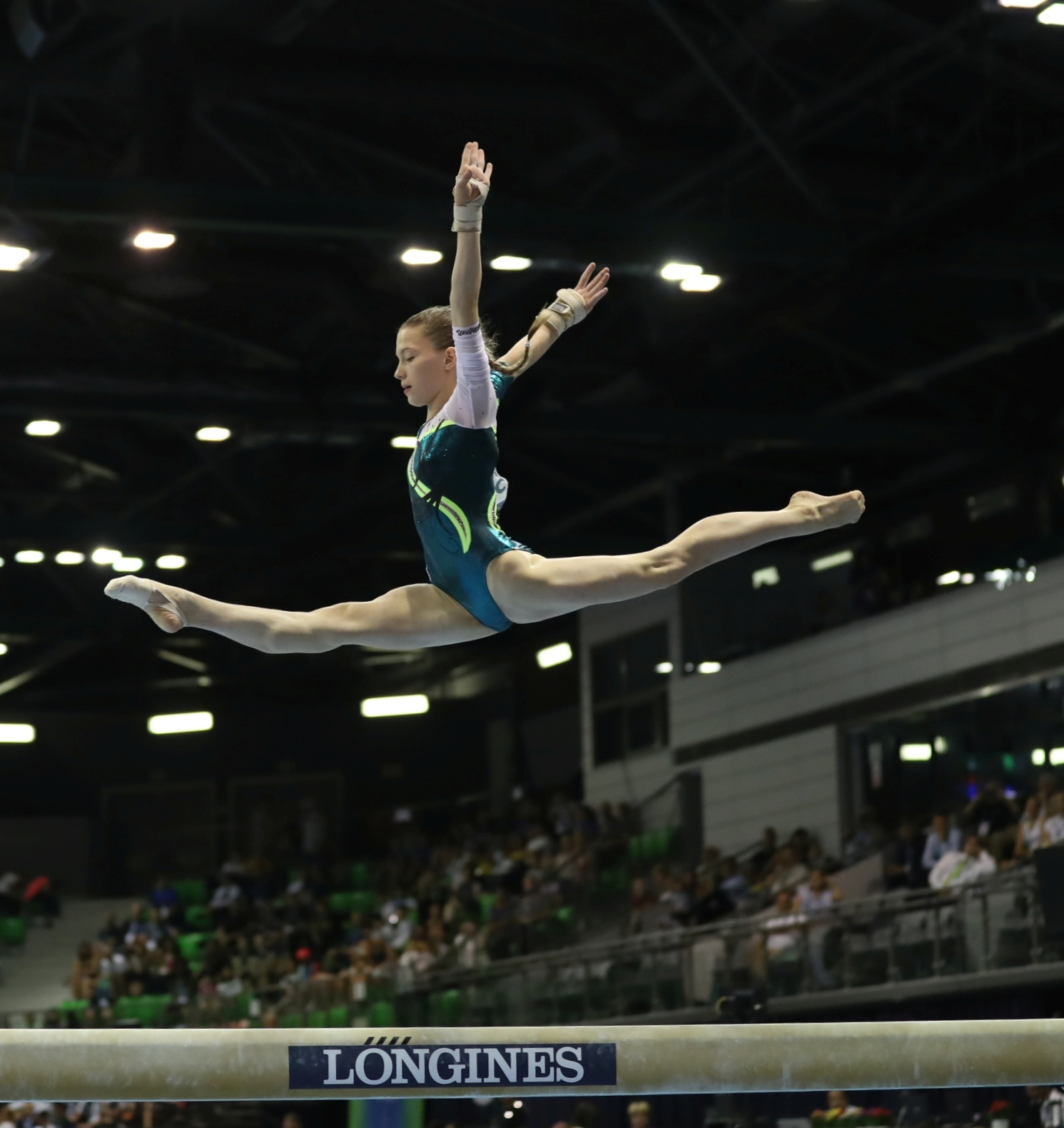
im Schwebebalken-Gerätefinale.

## Seniorin
Urasowa wurde 2020 Seniorin, nahm in diesem Jahr jedoch aufgrund der COVID-19-Pandemie an keinen Wettbewerben teil. Sie machte ihr Seniorinnen-Debüt bei den russischen Meisterschaften 2021, wo sie den zweiten Platz im Mehrkampf belegte. In den Einzelwettbewerben gewann sie zudem Gold am Stufenbarren und Bronze am Boden. Im gleichen Jahr nahm sie an den Europameisterschaften in Basel teil, wo sie Silber am Stufenbarren gewann.
Im Juni 2021 nahm Urasowa am Russian Cup teil, wo sie den zweiten Platz im Einzel-Mehrkampf belegte. Nach dem Wettbewerb gab die Cheftrainerin der russischen Turn-Nationalmannschaft, Valentina Rodionenko, bekannt, dass Urasowa gemeinsam mit Angelina Melnikowa und Wiktorija Listunowa Teil der russischen Delegation für die Olympischen Spiele 2020 in Tokio sein würde. Dort qualifizierte sie sich für das Einzel-Mehrkampf-Finale sowie das Schwebebalken-Gerätefinale. Sie erzielte auch genug Punkte, um sich für das Stufenbarren-Gerätefinale zu qualifizieren, lag jedoch hinter zwei anderen russischen Athletinnen, sodass sie aufgrund der Regelung, dass nur zwei Turnerinnen pro Land im Finale antreten können, nicht am Finale teilnehmen konnte. Im Einzelmehrkampf erzielte Urasowa die höchste Wertung am Schwebebalken, belegte jedoch letztlich den vierten Platz in der Gesamtwertung. Im Mannschafts-Mehrkampf trat Urasowa in allen vier Disziplinen an und gewann gemeinsam mit Lilija Achaimowa, Wiktorija Listunowa und Angelina Melnikowa die Goldmedaille.
Im Oktober 2021 nahm Urasowa an den Turn-Weltmeisterschaften in Kitakyūshū teil. Im Einzelmehrkampf belegte sie den vierten Platz, ebenso im Boden-Gerätefinale, sowie den siebten Platz am Stufenbarren.
Beim Doha World Cup im März 2022 gewann Urasowa die Goldmedaille am Schwebebalken und belegten den vierten Platz am Boden.

## Auszeichnungen
- 2021:  Verdienter Meister des Sports Russlands[2]
- 2021:  Orden der Freundschaft[2]